# Le Dernier Milliardaire
Pour plus de détails, voir Fiche technique et Distribution.
Le Dernier Milliardaire est un film français réalisé par René Clair, sorti en 1934.

## Synopsis
Lorsque la petite principauté de Casinario au bord de la faillite, reçoit la visite de Monsieur Banco, l'homme le plus riche du monde, elle voit en lui un sauveur providentiel et en fait son dictateur. Monsieur Banco reçoit un coup sur la tête et la commotion lui fait perdre la raison. Mais le peuple et la classe politique de Casinario, de plus en plus servile, ne voient dans ses décrets imbéciles que l'expression du bon sens.

## Fiche technique
- Titre : Le Dernier Milliardaire
- Réalisation, scénario et dialogues : René Clair
- Décors : Lucien Aguettand et Lucien Carré
- Assistant réalisateur : Albert Valentin
- Photographie : Rudolph Maté et Louis Née
- Montage : René Clair, Jean Pouzet et Louisette Hautecoeur
- Musique : Maurice Jaubert
- Production : Bernard Natan
- Pays de production :  France
- Format : Noir et blanc - Son mono - 1,33:1
- Genre : Comédie
- Durée : 90 minutes
- Date de sortie : 
  - France : 17 octobre 1934
- Affiche : Jean-Adrien Mercier

## Distribution
| - Max Dearly : Monsieur Banco - Renée Saint-Cyr : La princesse Isabelle - Marthe Mellot : La reine - José Noguero : Le chef d'orchestre - Charles Redgie : Le prince héritier - Jean Sinoël : Le premier ministre - Raymond Cordy : Le valet - Christian Argentin : Le ministre des finances - Marcel Carpentier : Le détective - Paul Ollivier : Le grand chambellan | - Raymond Aimos : le mendiant - Jean Ayme : un ministre - Micheline Bernard - Edy Debray : un journaliste - Marcel Duhamel - Édouard Francomme - Anthony Gildès - Jane Pierson - Christiane Ribes : demoiselle de compagnie - Titys |